# Peter Larisch
Peter Larisch (* 13. September 1950 in Goldberg) ist ein ehemaliger deutscher Handballspieler.
Larisch begann seine Handballkarriere im Verein Post Schwerin und wechselte 1967 beim SC Leipzig. Hier gewann der 1,87 Meter große, im rechten Rückraum eingesetzte Larisch mit dem SC 1968 die Kinder- und Jugendspartakiade und wurde 1969 Juniorenmeister der DDR. Mit der ersten Männermannschaft des SC Leipzig wurde er in der Saison 1971/72 ungeschlagen DDR-Meister. Nach 1972 spielte er beim BSV Einheit Halle-Neustadt und anschließend bis 1986 bei der BSG Post Schwerin. Er bestritt über 500 Spiele für Post Schwerin und war mit 154 Toren in der Saison 1979/80 der beste Torwerfer der DDR-Oberliga. Er spielt noch im Seniorenteam des TSV Goldberg 1902 e. V.
Er absolvierte 47 Einsätze in der DDR-Juniorenauswahl. 1972 gehörte er zur Nationalmannschaft der DDR, die bei Olympia 1972 in München spielte und den vierten Platz belegte, wobei Larisch nur in der Vorrunde gegen Tunesien eingesetzt wurde und in diesem Spiel zwei Tore erzielte. Er bestritt elf A-Länderspiele.
Peter Larisch ist gelernter Kellner und Inhaber eines Restaurants in Goldberg. Sein Sohn Kay-Peter Larisch (* 26. April 1988) spielt auch Handball.

## Filmdokumentation
- Mitwirkung in: Fallwurf Böhme – Die wundersamen Wege eines Linkshänders von Heinz Brinkmann, Erzähler: Wolfgang Winkler, 90 Minuten, DVD, Basis-Film Verleih GmbH, Berlin, Vertrieb: KNM Home Entertainment GmbH 2016